# Новокиешкинский сельсовет
Новокиешкинский сельсовет — муниципальное образование в Кармаскалинском районе Башкортостана.
Административный центр — село Новые Киешки.

## История
Согласно «Закону о границах, статусе и административных центрах муниципальных образований в Республике Башкортостан» имеет статус сельского поселения.

## Население
| 2002  | 2009  | 2010  | 2012  | 2013  | 2014  | 2015  |
| ----- | ----- | ----- | ----- | ----- | ----- | ----- |
| 3452  | ↘3312 | ↘3011 | ↘2927 | ↘2862 | ↘2842 | ↘2830 |
| 2016  | 2017  | 2018  |       |       |       |       |
| ↘2793 | ↘2765 | ↘2718 |       |       |       |       |

## Состав сельского поселения
| № | Населённый пункт          | Тип населённого пункта       | Население |
| - | ------------------------- | ---------------------------- | --------- |
| 1 | Новые Киешки              | село, административный центр | ↘1105     |
| 2 | Сарт-Чишма                | село                         | ↘908      |
| 3 | Утяганово                 | село                         | ↘438      |
| 4 | Мукаево                   | деревня                      | ↘259      |
| 5 | Мурзино                   | деревня                      | ↘172      |
| 6 | Деревня станции Тазларово | деревня                      | ↗69       |
| 7 | Тубяк-Тазларово           | деревня                      | ↗60       |
| 8 | Калгановка                | деревня                      | ↘0        |

## Исполнительная власть
Администрация сельского поселения Новокиешкинский сельсовет: Россия, 453013, Башкортостан, Кармаскалинский район,  с. Новые Киешки, Советская ул., д. 1.

## Известные уроженцы
- Баимов, Роберт Нурмухаметович (10 января 1937 — 30 апреля 2010) — писатель, литературовед, лауреат премии имени Салавата Юлаева (1997), профессор БГУ, доктор филологических наук, заслуженный деятель науки РФ и БАССР, член-корреспондент АН РБ.[12]